# João Muniz
João António Nascimento Muniz (Ribeira Brava, Portugal, 26 de junio de 2005) es un futbolista portugués que juega como defensa en el Rio Ave F. C. de la Primeira Liga.

## Estadísticas

### Clubes
Actualizado al último partido disputado el 25 de agosto de 2024.
| Club                        | Div.          | Temporada     | Liga  | Liga  | Copas nacionales | Copas nacionales | Copas internacionales | Copas internacionales | Total | Total |
| Club                        | Div.          | Temporada     | Part. | Goles | Part.            | Goles            | Part.                 | Goles                 | Part. | Goles |
| --------------------------- | ------------- | ------------- | ----- | ----- | ---------------- | ---------------- | --------------------- | --------------------- | ----- | ----- |
| Sporting C. P. "B" Portugal | 3.ª           | 2022-23       | 13    | 1     | —                | —                | —                     | —                     | 13    | 1     |
| Sporting C. P. "B" Portugal | 3.ª           | 2023-24       | 18    | 0     | —                | —                | —                     | —                     | 18    | 0     |
| Sporting C. P. "B" Portugal | 3.ª           | 2024-25       | 1     | 0     | —                | —                | —                     | —                     | 1     | 0     |
| Sporting C. P. "B" Portugal | Total club    | Total club    | 32    | 1     | 0                | 0                | 0                     | 0                     | 32    | 1     |
| Rio Ave F. C. Portugal      | 1.ª           | 2024-25       | 0     | 0     | 0                | 0                | —                     | —                     | 0     | 0     |
| Rio Ave F. C. Portugal      | Total club    | Total club    | 0     | 0     | 0                | 0                | 0                     | 0                     | 0     | 0     |
| Total carrera               | Total carrera | Total carrera | 32    | 1     | 0                | 0                | 0                     | 0                     | 32    | 1     |

## Palmarés

### Títulos nacionales
| Título        | Club           | País     | Año  |
| ------------- | -------------- | -------- | ---- |
| Primeira Liga | Sporting C. P. | Portugal | 2024 |